# Oum Toub
Oum Toub è un comune dell'Algeria, situato nella provincia di Skikda.